# Grupa 55
Grupa 55 lub Staromiejska – ugrupowanie artystyczne założone w 1955 roku przez Mariana Bogusza, Zbigniewa Dłubaka i Kajetana Sosnowskiego. Później dołączyli także Andrzej Szlagier, Andrzej Zaborowski i Barbara Zbrożyna.

## Historia
W sierpniu 1955 artyści grupy zorganizowali w warszawskim Salonie Desy pierwszą swoją wystawę. Wystawa w założeniu miała się przeciwstawić Arsenałowi – ekspozycji otwartej w lipcu tegoż roku w Warszawie. Grupa 55 zaproponowała swój program, sformułowany w momencie jej utworzenia, którego głównym postulatem było stosowanie metafory plastycznej jako podstawowej formy przekazu. Program miał jednak swoje podobieństwa z pracami Arsenału, mianowicie odcinał się od estetyki koloryzmu.
Artyści skupieni w Grupie 55 malowali dużymi płaszczyznami jednolitych barw, zestawiając je bardzo kontrastowo. Oddawali trójwymiarowość przedmiotów jednocześnie upraszczając formy, dzięki czemu osiągali monumentalny i zarazem odrealniony charakter obrazów.
Członkowie Grupy 55 specjalizowali się także w architekturze. Zaprojektowali m.in. istniejący do dziś Pawilon sportowo-administracyjny Stadionu Dziesięciolecia.